# Grabenmühlbach
Der Grabenmühlbach ist ein gut drei Kilometer langer rechter und nördlicher Zufluss des Mains im unterfränkischen Landkreis Haßberge.

## Geografie

### Verlauf
Der Grabenmühlbach entspringt im Südlichen Hesselbacher Waldland auf einer Höhe von 316 m ü. NN knapp einen Kilometer nordöstlich des zur Gemeinde Theres gehörenden Ortsteiles Wagenhausen am bewaldeten südöstlichen Fuße des Weichselberges (336 m ü. NN).
Er fließt zunächst in westsüdwestlicher Richtung etwa siebenhundert Meter durch Laubwald am Südhang des Weichselberges entlang und erreicht dann die offene Flur. Er wechselt nun seine Richtung nach Süden und passiert teils unterirdisch verrohrt das Dorf Wagenhausen.
Er läuft dann durch Felder und Wiesen und wird nach etwa 600 m auf seiner linken Seine von seinem einzigen nennenswerten Zufluss gespeist, dem von Nordosten kommenden Oberen Graben.
Der Grabenmühlbach dreht nun nach Südwesten und zieht dann begleitet von Gehölz knapp einen Kilometer durch eine landwirtschaftlich geprägte Zone, wechselt dann seinen Lauf nach Süden, unterquert noch die B 26 und die Gleisanlagen der Bahnstrecke Bamberg–Rottendorf und mündet schließlich gut einen halben Kilometer westlich von Untertheres auf einer Höhe von 216 m ü. NN bei Mainkilometer 347 von rechts und zuletzt aus nördlicher Richtung kommend in den Main.

### Zuflüsse
- Oberer Graben[3] (links), 0,6 km, nordwestlich von Untertheres, 241 m ü. NN